# 桃陂镇
桃陂乡，是中华人民共和国江西省抚州市宜黄县下辖的一个乡镇级行政单位。

## 行政区划
桃陂乡下辖以下地区：
桃陂村、增坊村、万家村、梅坊村、大港村、荣前村和圣华村。